# カジ旅フリープレゼンツ NON STYLEと峯岸みなみのフリースタイルジャーニー
『カジ旅フリープレゼンツ NON STYLEと峯岸みなみのフリースタイルジャーニー』（カジたびフリープレゼンツ ノンスタイルとみねぎしみなみのフリースタイルジャーニー）は、ニッポン放送をはじめとするNRN系列で、2021年10月2日から放送を開始したバラエティー番組である。2022年3月13日の放送にてニッポン放送は翌週20日、ネット局では翌々週で終了することが告知された。

## 概要
番組のパーソナリティーは漫才師のNON STYLE（石田明、井上裕介）と、5月にAKB48を卒業し、ソロの女優業・タレントに転向した峯岸みなみ。「フリースタイルで、ゲームのように楽しい30分」をテーマに、3人と不定期でゲストによるフリートークと、「カジ旅フリー」のアプリを使ったオンラインゲームの体験コーナーを送っている。
ニッポン放送での放送後、スタジオの収録・アフタートークなどの模様を撮影した動画ディレクターズ・カットが、YouTubeの「ニッポン放送TV」にて公開されている。

## 出演者
- NON STYLE
  - 石田明
  - 井上裕介
- 峯岸みなみ

## ネット局
番組ツイッターを参照。
| 放送対象地域   | 放送局                  | 放送日時             | 備考                        |
| -------------- | ----------------------- | -------------------- | --------------------------- |
| 関東広域       | ニッポン放送（LF）      | 日曜日 17:30 - 18:00 | 製作局。 10月31日放送開始。 |
| 北海道         | STVラジオ               | 土曜日 20:30 - 21:00 | 2022年2月26日打ち切り。     |
| 青森県         | 青森放送（RAB）         | 日曜日 21:30 - 22:00 |                             |
| 岩手県         | IBC岩手放送             | 土曜日 18:30 - 19:00 |                             |
| 宮城県         | 東北放送（TBC）         | 日曜日 23:00 - 23:30 | [ 注釈 2 ]                  |
| 秋田県         | 秋田放送（ABS）         | 日曜日 17:30 - 18:00 |                             |
| 山形県         | 山形放送（YBC）         | 土曜日 17:15 - 17:45 |                             |
| 福島県         | ラジオ福島（RFC）       | 土曜日 19:30 - 20:00 |                             |
| 新潟県         | 新潟放送（BSN）         | 土曜日 20:00 - 20:30 |                             |
| 長野県         | 信越放送（SBC）         | 土曜日 21:30 - 22:00 |                             |
| 山梨県         | 山梨放送（YBS）         | 日曜日 16:00 - 16:30 |                             |
| 富山県         | 北日本放送（KNB）       | 土曜日 19:30 - 20:00 |                             |
| 石川県         | 北陸放送（MRO）         | 土曜日 19:30 - 20:00 |                             |
| 福井県         | 福井放送（FBC）         | 日曜日 16:00 - 16:30 |                             |
| 静岡県         | 静岡放送（SBS）         | 土曜日 16:30 - 17:00 |                             |
| 東海広域       | 東海ラジオ放送（SF）    | 日曜日 21:30 - 22:00 | [ 注釈 2 ]                  |
| 京都府         | 京都放送（KBS）         | 日曜日 23:00 - 23:30 |                             |
| 近畿広域       | 朝日放送ラジオ（ABC‐R） | 日曜日 12:30 - 13:00 | [ 注釈 2 ]                  |
| 和歌山県       | 和歌山放送（WBS）       | 土曜日 21:30 - 22:00 |                             |
| 鳥取県・島根県 | 山陰放送（BSS）         | 日曜日 20:00 - 20:30 |                             |
| 岡山県         | RSKラジオ               | 土曜日 18:30 - 19:00 |                             |
| 広島県         | 中国放送（RCC）         | 日曜日 21:30 - 22:00 | [ 注釈 2 ]                  |
| 山口県         | 山口放送（KRY）         | 土曜日 21:00 - 21:30 |                             |
| 徳島県         | 四国放送（JRT）         | 日曜日 16:00 - 16:30 |                             |
| 香川県         | 西日本放送ラジオ（RNC） | 土曜日 19:00 - 19:30 |                             |
| 愛媛県         | 南海放送（RNB）         | 日曜日 20:00 - 20:30 |                             |
| 高知県         | 高知放送（RKC）         | 土曜日 16:30 - 17:00 |                             |
| 福岡県         | KBCラジオ               | 日曜日 22:00 - 22:30 | [ 注釈 2 ]                  |
| 長崎県・佐賀県 | 長崎放送（NBC）         | 日曜日 12:00 - 12:30 |                             |
| 熊本県         | 熊本放送（RKK）         | 土曜日 19:00 - 19:30 |                             |
| 大分県         | 大分放送（OBS）         | 日曜日 22:30 - 23:00 |                             |
| 宮崎県         | 宮崎放送（MRT）         | 日曜日 23:00 - 23:30 |                             |
| 鹿児島県       | 南日本放送（MBC）       | 日曜日 17:30 - 18:00 |                             |
| 沖縄県         | ラジオ沖縄（ROK）       | 日曜日 23:30 - 24:00 |                             |